# Blue Hill (Maine)
Pour les articles homonymes, voir Blue Hill.
Blue Hill est une ville du l'État américain de Maine, dans le comté de Hancock. Sa population était de 2 686 habitants en 2010.